# Ḫuwaššanna
Ḫūwaššana ist eine luwische Göttin, die eine zentrale Rolle im lokalen Kult der Stadt Ḫūbišna (beim heutigen Ereğli) einnahm. Die hethitischen Festbeschreibungen über die Kulte von Ḫubišna enthalten luwische Sätze und Wörter, auch bestimmte Einzelheiten deuten auf den luwischen Charakter der Kulte dieser Göttin. Die Funktion der Göttin jedoch ist unbekannt.

## Kulte
Ḫuwaššana, deren Name logographisch auch als dGAZ.BA.A.A geschrieben werden konnte, war die Hauptgottheit im lokalen Kult der Stadt Ḫubišna. Der Kult stand außerhalb des offiziellen hethitischen Staatskultes und scheint von Privatpersonen durchgeführt worden zu sein.
Den Feierlichkeiten stand Tempelpersonal mit verschiedenen Aufgaben bei. Der wichtigste Festteilnehmer war der Opfermandant (EN.SISKUR), der je nach Besitz eine bestimmte Leistung dem Tempel erbringen musste. Die alḫuitra-Priesterinnen opferten zusammen mit diesem, wobei ein Sänger und die nach der Göttin benannte ḫuwaššanalli-Priesterin Lieder und Sprüche rezitierten. Zudem wird noch der maššanama-Priester (zu luw. maššan- „Gott, Gottheit“) genannt.
Bekannt sind mindestens zwei Feste, so das mehrtägige Jahresfest (EZEN witaššiyaš) und das šaḫḫan-Fest. Ein Tafelfragment scheint auf ein Hochzeitsfest hinzudeuten.
An den Festen wurde heiliger Wein getrunken und verschiedene Gebäckarten geopfert. Ein in hethitischen Kulten nicht vorkommendes Ritual war der kultische Kuss, der sonst nur noch für die Kulte der Stadt Ištanuwa bekannt ist, wo ebenfalls das luwische Element vorwiegt.
Ein dreitägiges Reinigungsritual, das von der ḫuwaššanalli-Priesterin Bappi durchgeführt wurde, diente dazu, eine kranke Person zu heilen, die sich den Zorn der Göttin Ḫuwaššana zugezogen hatte. Der Göttin werden Öl, Honig, Feigen und Rosinen geopfert, um Freundschaft mit dem Betroffenen zu schließen. Geopfert wurden zudem auch mehrere Gebäckarten mit luwischen Bezeichnungen.

## Der Götterkreis von Ḫubišna
Die Hauptgottheiten der Stadt waren der Wettergott und der Sonnengott des Himmels, womit die luwischen Götter Tarḫunt und Tiwad gemeint sind. Dann der „erhabene Schutzgott“ (dKAL šarlaimi), für den ein eigener Tempel und Priester bezeugt sind und die Flurgottheit dImralli sowie der Schlachtengott Zababa, dessen einheimischer Name unbekannt ist. Der Männername Ḫuwaššana-dKAL deutet zudem auf eine engere Beziehung zwischen diesen beiden Gottheiten.
Daneben wurde noch ein Dutzend Gottheiten niederen Ranges genannt, wie dAnna, eventuell eine Muttergöttin (luw. anna/i- „Mutter“), das Meer (dAruna), die Flussgöttin dŠarmamma und die Berggottheiten dMuli und dŠarpa (vermutlich der Arısama Dağı bei Emirgazi). Von den anderen Gottheiten ist nur der Name bekannt und nichts kann über ihre Funktion gesagt werden.
In der Stadt Kuliwišna, deren Lage unbekannt ist, wurde Ḫuwaššanna zusammen mit der Muttergöttin und Ištar verehrt, wobei unbekannt ist, welche einheimischen Gottheiten hinter diesen Göttinnen stecken.